# Javier García Breva
Francisco Javier García Breva (Guadalajara, 5 de julio de 1952) es un político español, diputado en la vii y viii legislaturas de las Cortes Generales. Ha centrado su carrera política en la defensa de las energías renovables.[cita requerida]

## Biografía
Nacido el 5 de julio de 1952 en Guadalajara, es licenciado en Ciencias Políticas y Sociología por la Universidad Complutense de Madrid en 1974.
Entre 1979 y 1983 desempeñó el cargo de concejal del Ayuntamiento de Sigüenza.
Durante 1983 fue consejero de Industria y Energía de la Junta de Comunidades de Castilla-La Mancha en la fase preautonómica y concejal delegado de Hacienda del Ayuntamiento de Guadalajara.
Tras este periodo de tiempo, pasó a ser Delegado de la Consejería de Industria de Castilla-La Mancha en Guadalajara.
En 1996 fue Secretario General Técnico de la Consejería de Industria, Comercio y Turismo de Castilla-La Mancha. Gestionó los fondos estructurales de la Unión Europea, FEDER y FSE, y la elaboración de los documentos de programación de los fondos europeos para Castilla-La Mancha en colaboración con la Comisión Europea y el Ministerio de Economía. Ejerció la tutela de las Cámaras de Comercio de la Región y en estos años se ordenó el desarrollo de los primeros planes eólicos y la creación de la Agencia Regional de Energía.
En 2000 pasó a ejercer como diputado en las Cortes Generales del PSOE por Guadalajara. Causó baja en 2004.
En el 2004 fue nombrado director general del Instituto para la Diversificación y Ahorro de la Energía (IDAE), dependiente del Ministerio de Industria. Entre los planes que se aprobaron durante su dirección se encuentran el Plan de Energías Renovables 2005-2010, el Plan de Acción de Ahorro y Eficiencia Energética 2005-2007 o el Plan Nacional de Asignación de Emisiones 2005-2008.
Durante 2009 fue nombrado presidente de la Sección Fotovoltaica de APPA.
En 2010 comenzó su andadura como presidente de la Fundación Renovables y como Director de Energía de ARNAIZ CONSULTORES.
Columnista habitual de la revista Energías Renovables.
En la actualidad Javier García Breva es Presidente de N2E (Nuevo Modelo de Negocio Energético) y desarrolla su actividad profesional como experto en políticas energéticas desde La Oficina de JGB asesorando a empresas, corporaciones y ayuntamientos en el progreso de la eficiencia energética, su impacto en el desarrollo social y en las oportunidades de una economía baja en carbono.